# Alexandre Herlea
Alexandre Herlea, né le 11 octobre 1942 à Brașov, est un ingénieur, professeur d'université roumain et français, ancien ministre et ambassadeur de Roumanie.
Il est Président de l'Association La Maison Roumaine à Paris.